# Adam Ingram

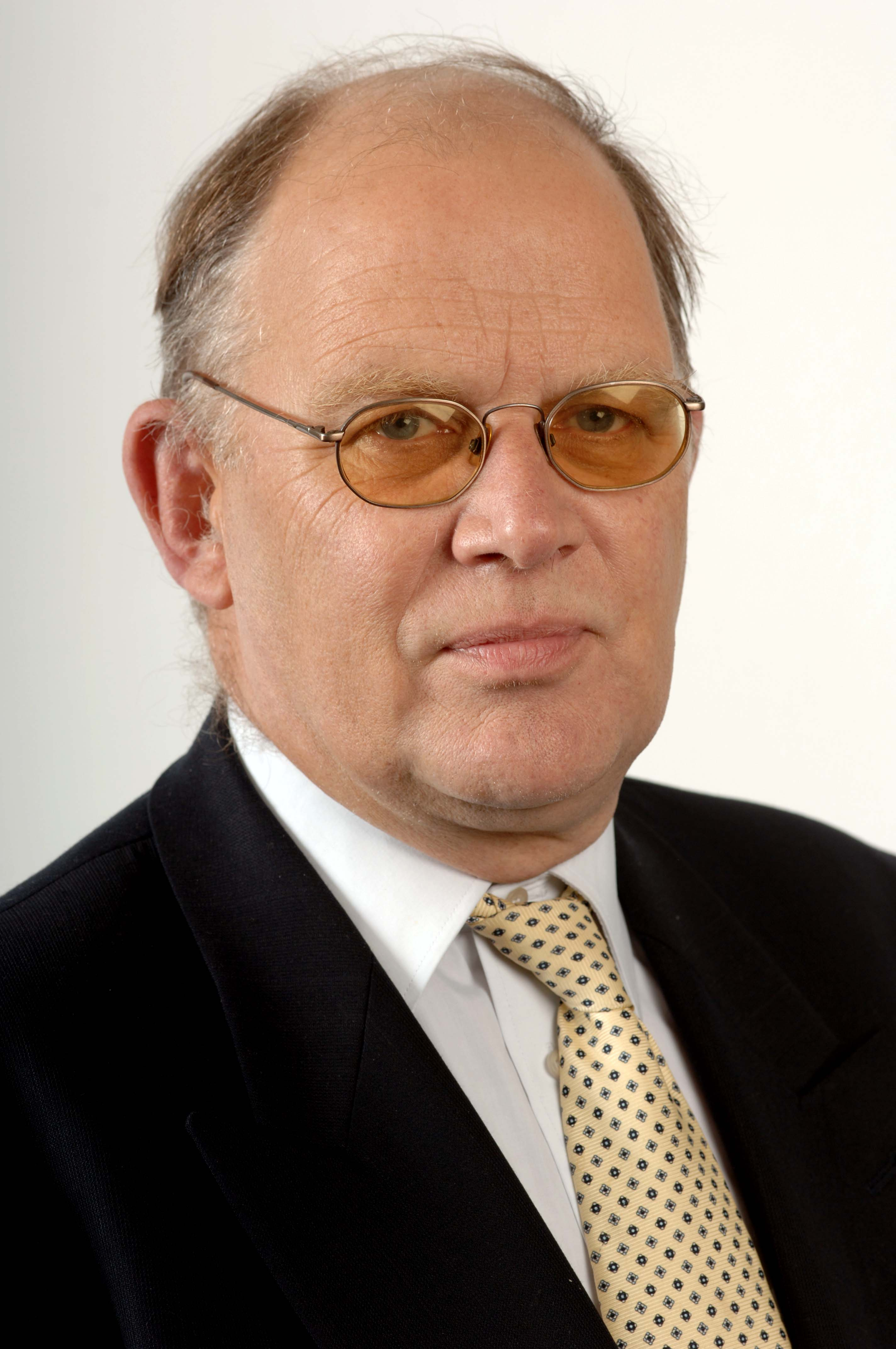
Adam Ingram

Adam Ingram (* 1. Mai 1951 in Kilmarnock) ist ein schottischer Politiker und Mitglied der Scottish National Party (SNP).

## Leben
Ingram besuchte die Kilmarnock Academy und war anschließend im Familienbetrieb tätig. Dann ging er an die Universität Glasgow und das Paisley College, wo er Abschlüsse aus dem betriebswirtschaftlichen Bereich erwarb. In den folgenden Jahren arbeitete er unter anderem als Wissenschaftler und Dozent am Paisley College und als Wirtschaftsberater. Ingram spielt gerne Golf und ist Anhänger des Fußballvereins FC Kilmarnock.

## Politischer Werdegang
1983 trat Ingram in die SNP ein und engagierte sich in der Regionalpolitik von Ayrshire. Bei den ersten Schottischen Parlamentswahlen im Jahre 1999 bewarb sich Ingram um das Direktmandat des Wahlkreises Carrick, Cumnock and Doon Valley, erhielt aber nur den drittgrößten Stimmenanteil und verpasste damit das Direktmandat des Wahlkreises. Da er aber auf der Regionalwahlliste der SNP für die Wahlregion South of Scotland auf dem dritten Rang gesetzt war, erhielt Ingram infolge des Wahlergebnisses eines von sieben Listenmandaten der Wahlregion und zog in das neugeschaffene Schottische Parlament ein. Im Schattenkabinett der SNP war Ingram zwischen 2000 und 2003 als Staatssekretär für Finanzen vorgesehen.
Bei den Parlamentswahlen 2003 konnte er abermals das Direktmandat von Carrick, Cumnock and Doon Valley nicht erringen, verteidigte hingegen sein Mandat der Wahlregion. Im Schattenkabinett der SNP war er ab 2004 als stellvertretender Staatssekretär für Kinder und Früherziehung vorgesehen. Obschon Ingram bei den Parlamentswahlen 2007 seinen Stimmenanteil um 13,8 % steigern konnte, verpasste er ein weiteres Mal das Direktmandat des Wahlkreises, behielt aber sein Mandat der Wahlregion. In der folgenden Minderheitsregierung der SNP bekleidete er die Position des Staatssekretärs für Kinder und frühe Jahre. Nach weiteren Stimmgewinnen von 15,5 % errang Ingram bei den Parlamentswahlen 2011 erstmals das Direktmandat von Carrick, Cumnock and Doon Valley. Zu den Parlamentswahlen 2016 trat Ingram nicht mehr an und schied in der Folge aus dem schottischen Parlament aus. Seine Parteikollegin Jeane Freeman hielt das Mandat für die SNP.